# Lineus longissimus
El gusano cordón de bota (Lineus longissimus) es una especie de nemertino del orden Heteronemertea. Es uno de los animales más largos de la Tierra. Ciertos especímenes hallados en la costa, al ser desenrollados (pues suelen estar así al estar expuestos en la bajamar), llegan a medir hasta aproximadamente 55 m (180′ 5″). Es considerado el animal más largo del mundo. Tiene un cuerpo flácido y frágil de color parduzco, con líneas claras que lo recorren longitudinalmente y algo baboso. Su mucosa es tóxica.

## Descripción

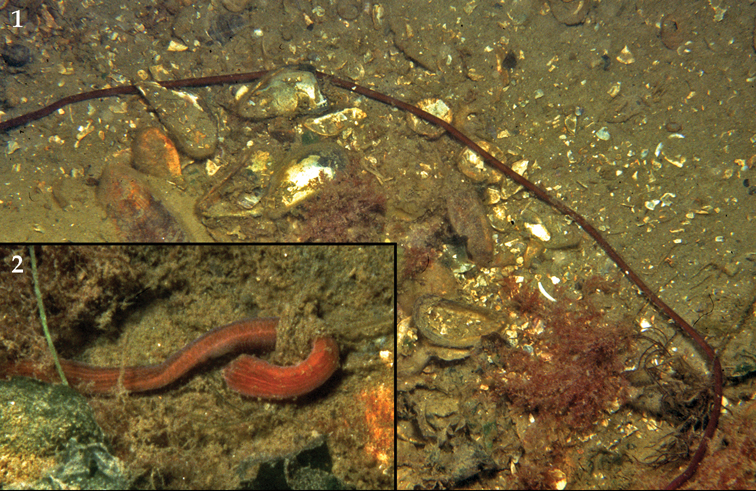
Lineus longissimus estirado, en su medio natural.

Pueden crecer bastante a lo largo pero tienen solamente entre 5 y 10 milímetros de anchura. El cuerpo es marrón con rayas longitudinales. Su moco contiene una neurotoxina relativamente fuerte que utiliza como defensa contra los depredadores. Cuando se maneja produce grandes cantidades de moco grueso con un ligero olor acre.
Un ejemplar varado en la tierra después de una tormenta severa en St Andrews, Escocia, en 1864, tenía más de 55 metros de largo, más largo que la medusa melena de león, que se considera a menudo como el animal más largo del mundo. Sin embargo, los registros de longitud extrema se deben tomar con precaución, ya que los cuerpos de los nemertinos son flexibles y pueden estirarse fácilmente a longitudes mucho mayores que la habitual.

## Alimentación
Al igual que otros nemertinos, Lineus longissimus se alimenta utilizando su probóscide reversible. Como está en la clase Anopla, su probóscide no está armada con un estilete de púas. En su lugar, tienen un grupo de filamentos pegajosos al final de su probóscide que utilizan para inmovilizar a las presas.

## Distribución
Este gusano se encuentra a lo largo de las costas del norte de Europa (Mar del Norte y Mar Báltico), aunque también es bastante común en las islas británicas, llegando hasta el norte de Francia.

## Hábitat
Lineus longissimus se puede encontrar en costas arenosas, orillas fangosas, y en rocas cercanas al mar.